# Contea di Pasco
La contea di Pasco (in inglese Pasco County) è una contea dello Stato della Florida negli Stati Uniti d'America. Il suo capoluogo amministrativo è Dade City.

## Geografia fisica
La contea ha un'area di 2.248 km² di cui il 14,18% è coperta da acque interne. Confina con:
- Contea di Hernando - nord
- Contea di Sumter - nord-est
- Contea di Polk - sud-est
- Contea di Hillsborough - sud
- Contea di Pinellas - sud-ovest

## Storia
La Contea di Pasco fu creata nel 1887 dalla parte sud della Contea di Hernando. Fu chiamata così in onore di Samuel Pasco che servì nell'esercito della Confederazione e venne successivamente eletto alla legislatura statale e poi al senato degli Stati Uniti, dove sedette dal 1887 al 1899.
Le primissime città furono Anclote, Blanton, Dade City, Earnestville, Fort Dade, Macon, and San Antonio. L'industria degli agrumi ebbe una notevole importanza al momento della formazione della contea sebbene seguisse un periodo di declino dopo il grande freddo del 1895. Moltissime segherie lavoravano durante i primi anni del ventesimo secolo.
Durante il grande boom della Florida degli anni venti alcuni personaggi noti di Hollywood comprarono casa qui per la stagione invernale. L'area ha subito un costante e grande incremento della popolazione dal 1960. La crescita è cominciata lunga la costa del Golfo del Messico ma ora si sta sviluppando molto più rapidamente nelle zone a nord di Tampa. La contea ha inoltre sette zone di villeggiatura per nudisti.

## Città principali

Comuni della contea di Pasco - I numeri corrispondono alle città a sinistra

- Dade City (1)
- New Port Richey (2)
- Port Richey (3)
- San Antonio (4)
- Zephyrhills (6)

## Politica
| Anno | Repubblicani | Democratici | Altri |
| ---- | ------------ | ----------- | ----- |
| 2004 | 54,1%        | 44,4%       | 1,5%  |
| 2000 | 48,1%        | 48,7%       | 3,2%  |
| 1996 | 36,2%        | 49,8%       | 14%   |
| 1992 | 35,1%        | 39,1%       | 25,8% |
| 1988 | 55,6%        | 43,9%       | 0,5%  |